# Christophorus 2

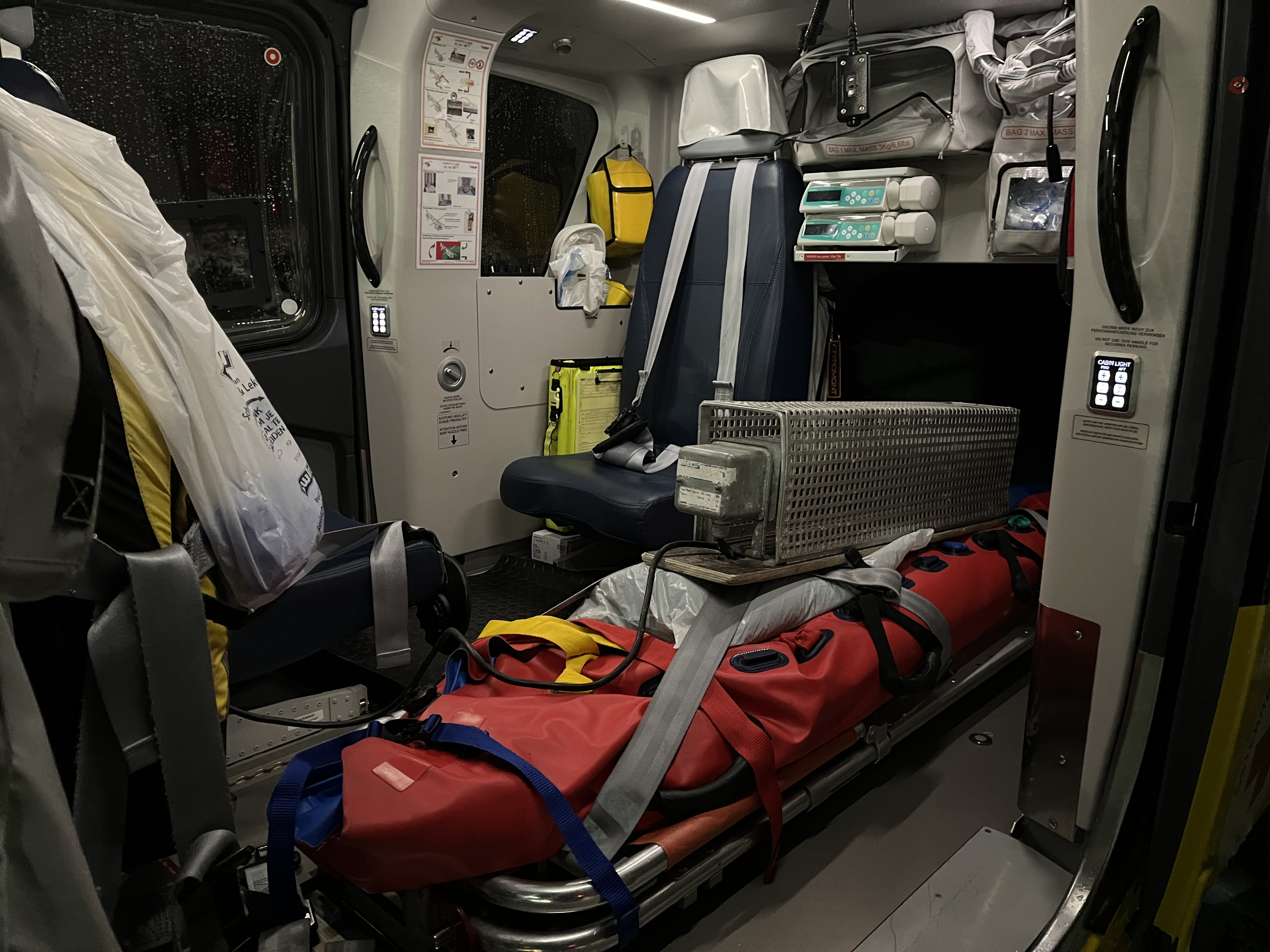
Innenansicht des Patientenraums im Christophorus 2

Christophorus 2 ist die Bezeichnung für den Standort eines Notarzthubschraubers des Christophorus Flugrettungsvereins unter dem Dach des Österreichischen Automobil-, Motorrad und Touring Clubs. Der Stützpunkt stellt neben den beiden steiermärkischen Notarzthubschraubern Christophorus 14 und Christophorus 17 einen von drei österreichweiten rund um die Uhr einsatzbereiten Hubschraubern bereit.
Der Christophorus 2 – zu dem damaligen Zeitpunkt ein Hubschrauber des Typs Écureuil AS 355 – nahm den Betrieb am 1. September 1983 auf und war nach dem Christophorus 1, der zwei Monate zuvor in den Dienst gestellt worden war, der zweite Notarzthubschrauber in Österreich. Er war zunächst an dem Universitätsklinikum Krems stationiert. Dort stand er in Ermangelung eines Hangars im Freien, musste über Nacht mit Planen abgedeckt und aus Fässern betankt werden. Aus diesem Grund erfolgte am 9. Dezember 1986 der erstmalige Umzug des Stützpunktes auf den Flugplatz Krems-Langenlois. 1987 wurde ein unterirdischer Hangar an dem Klinikum Krems errichtet, woraufhin man am 13. November 1987 dorthin zurückkehrte. Das Klinikum stellt bis heute das ärztliche Personal für den Hubschrauber.
Am 24. Jänner 1990 wurde der Hubschrauber durch eine neuere Maschine ersetzt. 1998 erfolgte eine Modernisierung des Hangars. Am 10. Juni 1999 wurde der Betrieb auf den neuen Hubschraubertyp Eurocopter EC 135 umgestellt. Ende 2000 erhielt man für – mit Unterbrechungen – knappe zwei Jahre erneut die Écureuil AS 355 als Einsatzmaschine. Am 30. Jänner 2015 zog der Stützpunkt abermals auf den Flugplatz Krems-Langenlois in einen dort neu gebauten Heliport um.
Der Christophorus 2 wird zu etwa 1000 bis 1400 Einsätzen im Jahr alarmiert. Diese Alarmierung erfolgt primär durch die Leitstelle Niederösterreich.
Damit die einsatztaktische Ressource bei schlechtem Flugwetter auch weiterhin einsatzbereit bleiben kann, wurde ein Notarzteinsatzfahrzeug angeschafft und am Stützpunkt vorgehalten. Bei schlechtem Flugwetter wechselt die medizinische Crew (Flugrettungssanitäter und Notarzt) auf das bodengebundene Einsatzmittel und stellt so weiterhin die Einsatzbereitschaft sicher.